# Klášter Fontenay
Klášter Fontenay je francouzský cisterciácký klášter nedaleko Montbardu severozápadně od Dijonu, v oblasti Côte-d'Or v Burgundsku. Klášter byl založen v roce 1118 Bernardem z Clairvaux a jedná se o nejstarší zachovalý cisterciácký klášter. Od roku 1981 je zapsán na seznamu Světového dědictví Unesco.

## Historie

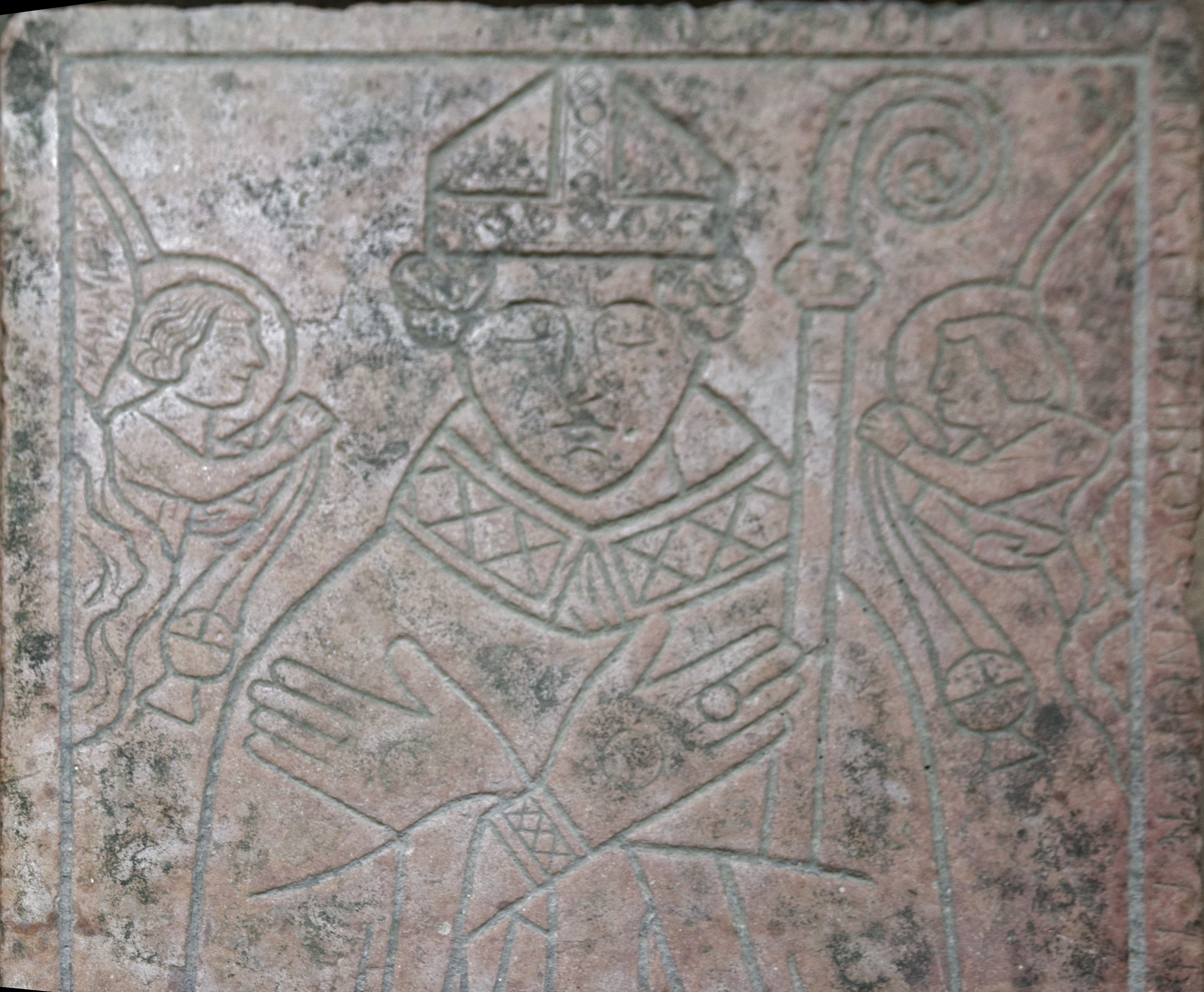
Náhrobní kámen Ebrarda z Norwiche, donátor kláštera

Konvent založili mniši vyslaní Bernardem z mateřského kláštera Clairvaux vedení jeho bratrancem Godefroyem de La Roche-Vanneau. Jednalo se po klášteru Trois-Fontaines o teprve druhý dceřiný konvent Clairvaux založeného krátce před tím (1115). Mniši se usadili v údolí v místě poustevny bratrů Martina a Milona. Rozrůstající se komunita se 1130 přesunula do prostornější části údolí, které jim poskytl Bernardův strýc Raynard z Montbardu. Vlhké a podmáčené místo museli mniši nejdříve odvodnit, sanovat a vymýtit, aby zde mohli postavit nový klášter. Ten získal latinské jméno Fontenaium („plovoucí na pramenech“). Mnichům ve Fontenay věnoval Bernard svoje první rozsáhlejší dílo De Gradibus humilitatis et superbiae (O stupních pokory a pýchy). V roce 1139 se do kláštera uchýlil norwichský biskup Ebrard z Arundelu, oběť pronásledování ze strany krále. Klášteru věnoval své jmění a byl pohřben ve zdejším kostele, který 1147 vysvětil papež a člen cisterciáckého řádu Evžen III.

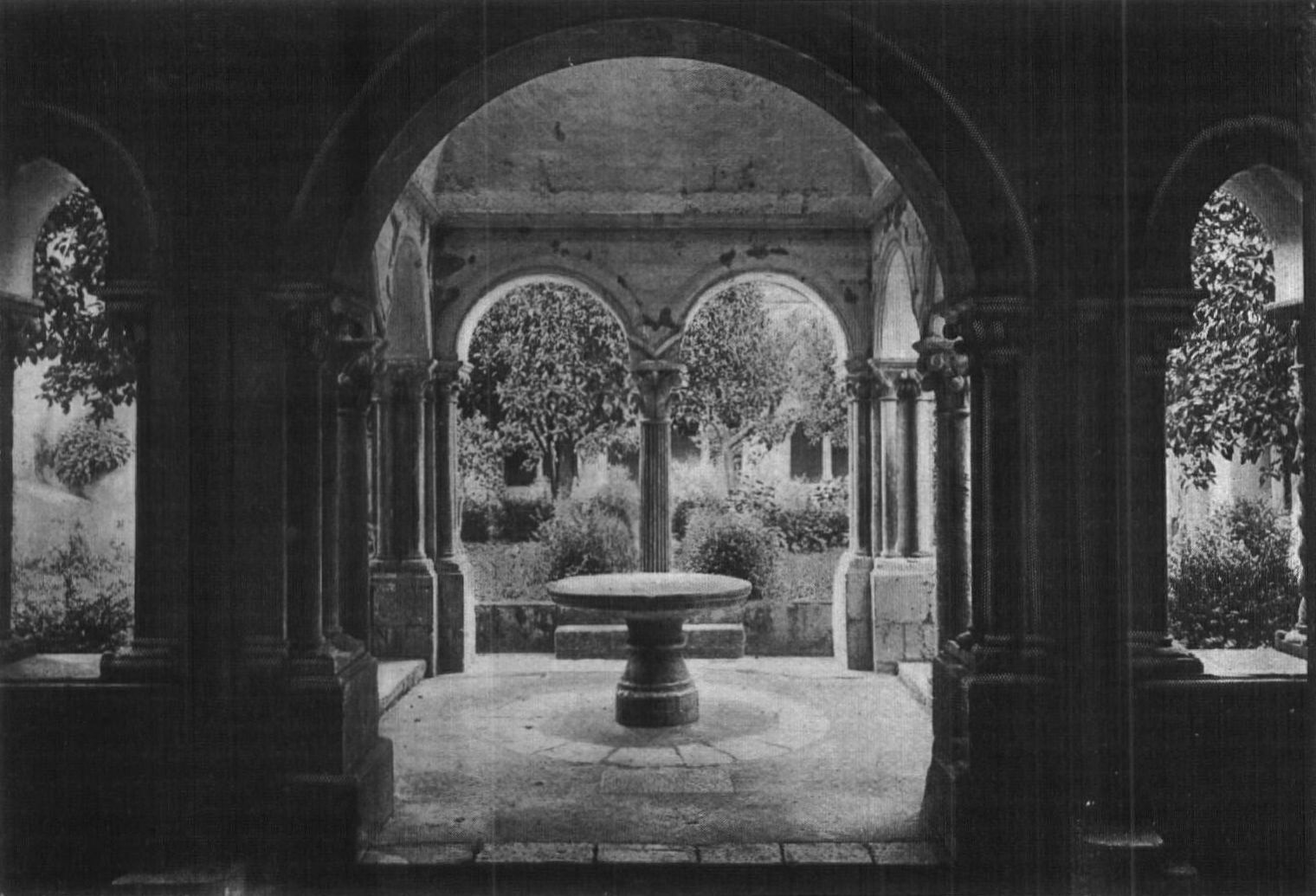
Lavabo v ambitu kláštera

Ve 12. a 13. století klášter vzkvétal, získával dary, těšil se přízni papežů a králů a stal se mateřským klášterem dalších konventů. Za stoleté války byl klášter vypleněn Angličany a pak znovu skupinami žoldnéřů. Nový rozkvět Fontenay zažilo za opata Jeana Frouarda (1459–1483). V 16. století se klášter dostal do finančních potíží a budovy přestaly být udržovány. Chátrající refektář byl v 18. století zbourán a za Francouzské revoluce mniši z kláštera uprchli. Opuštěný klášter zakoupil roku 1820 Elie de Montgolfier, příslušník známého rodu vynálezců horkovzdušných balonů, a umístil sem papírnu. Další tovární objekty pak vznikaly v okolí.
V roce 1905 celý klášterní areál získali noví majitelé Éduard a René Aynardovi, kteří začali jeho pečlivé zrestaurování a rekonstrukci do původní středověké podoby. V roce 1981 byl klášter zapsán na seznam Světového dědictví UNESCO.

## Popis

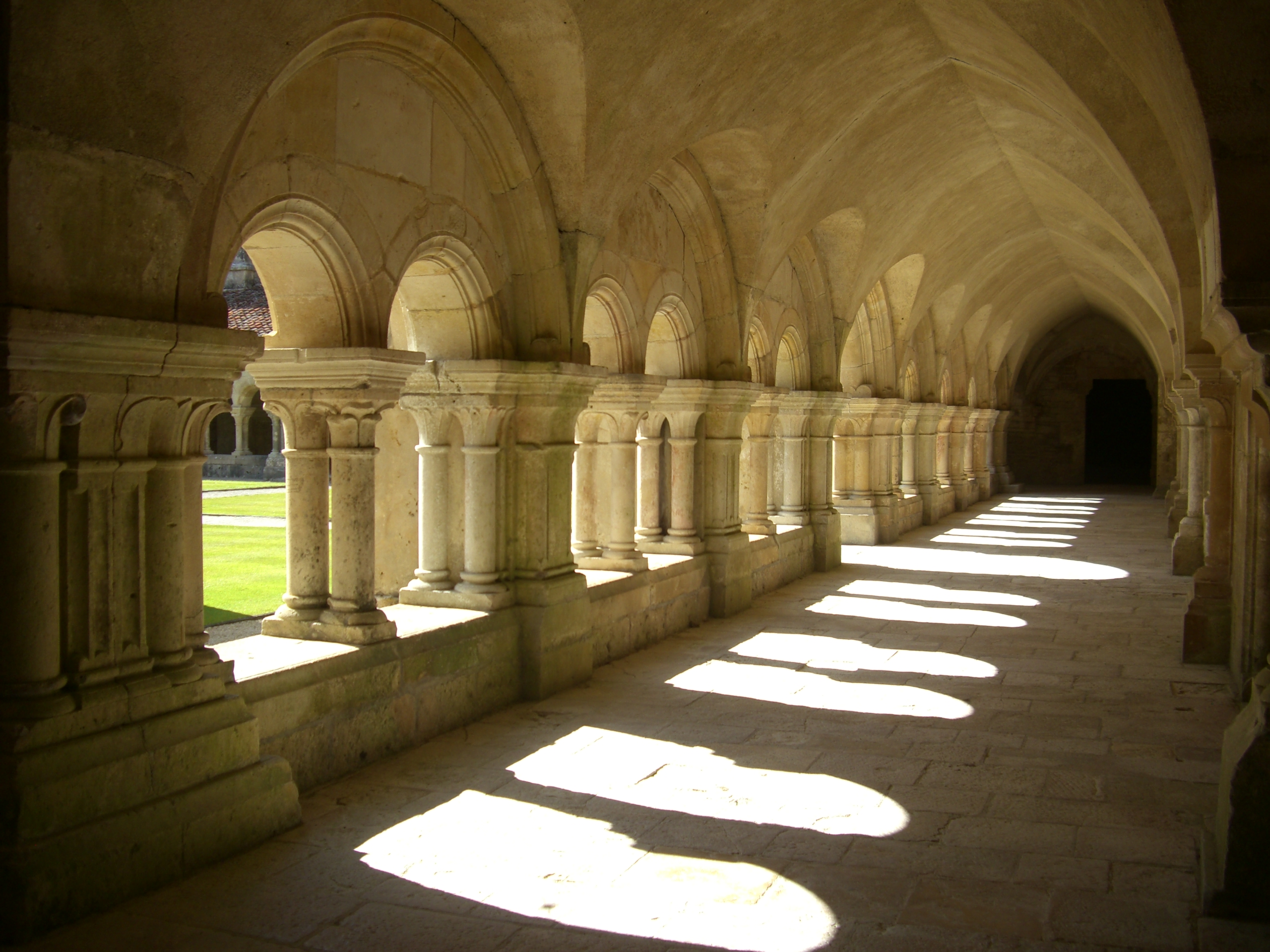
Křížová chodba kláštera

Klášterní kostel je trojlodní bazilika s transeptem a hlavní lodí zaklenutou valenou klenbou s lomenými oblouky. Na jihu ke kostelu přiléhá rajský dvůr lemovaný křížovou chodbou s arkádou tvořenou dvojicemi oblouků nesených sdruženými sloupy. Křížová chodba zpřístupňuje jednotlivé prostory kláštera jako je kapitulní síň nebo prostorný sál sklenuté žebrovou klenbou. V patře se nachází rozlehlý dormitář zastřešený po požáru v 15. století krovem v podobě obráceného lodního trupu.
V areálu se nacházejí i hospodářské stavby jako například mohutný věžovitý holubník. Nejvýznamnější je rozlehlá kovárna s prostory žebrově klenutými na sloupy, která byla vybavena vodním hamrem.

## Galerie

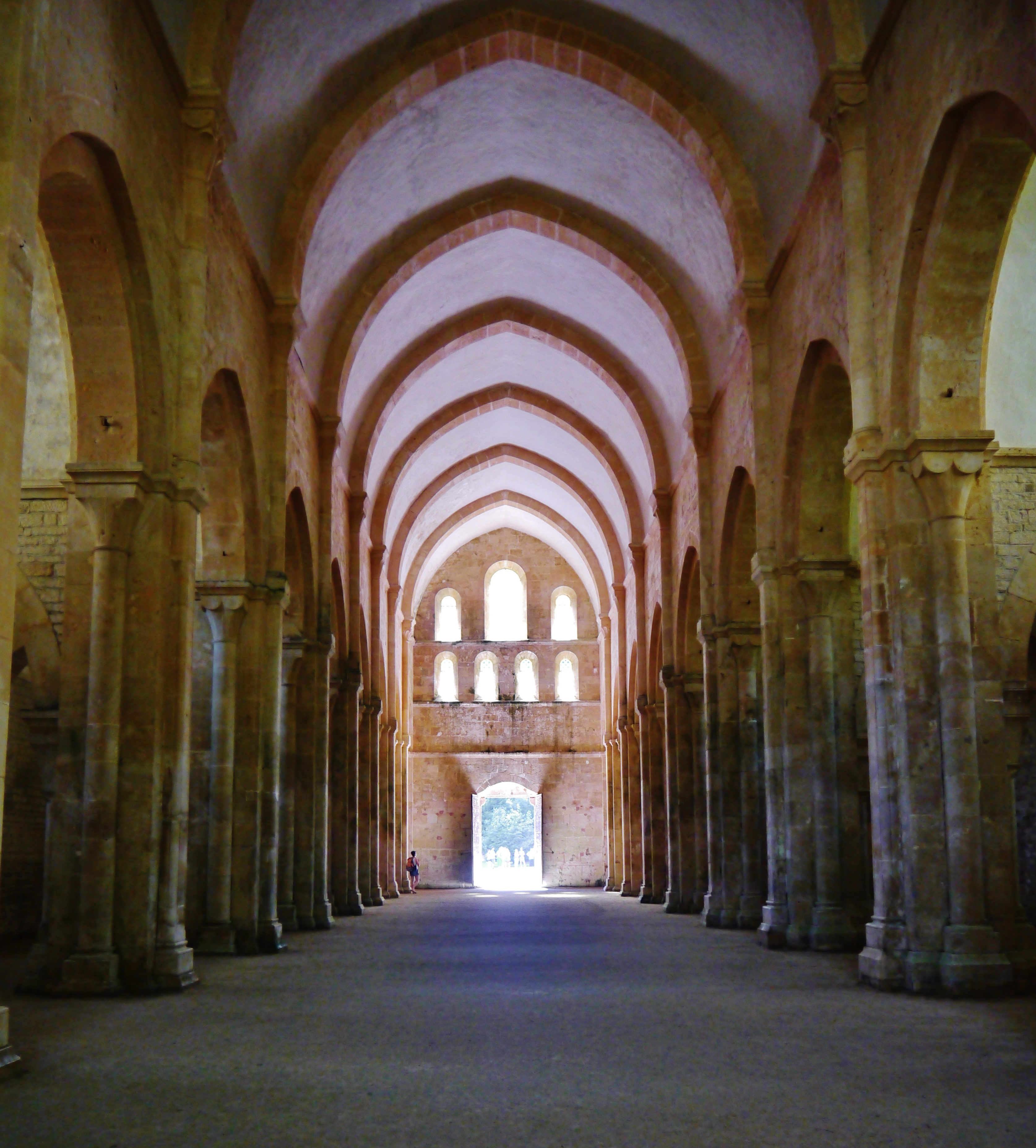
Hlavní loď kostela
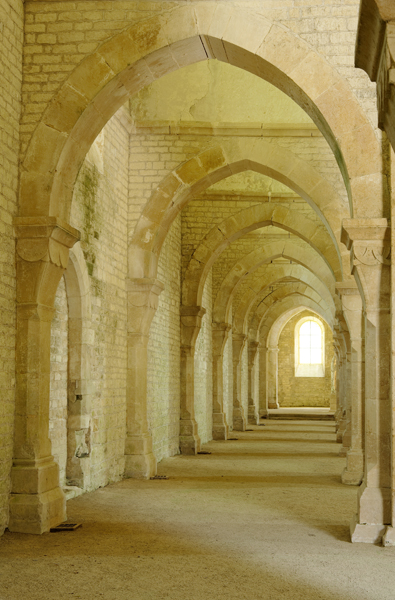
Boční loď kostela
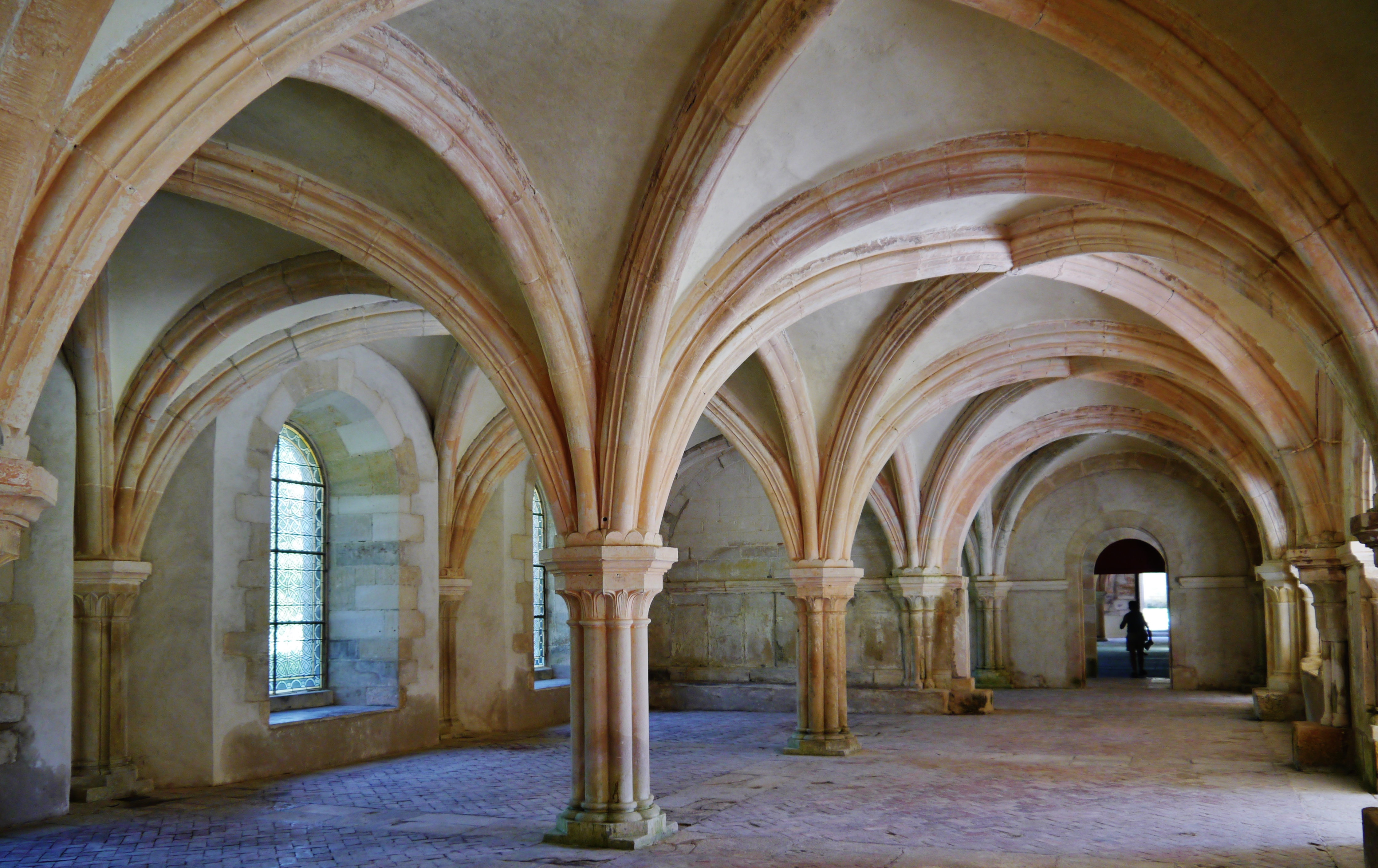
Skriptorium
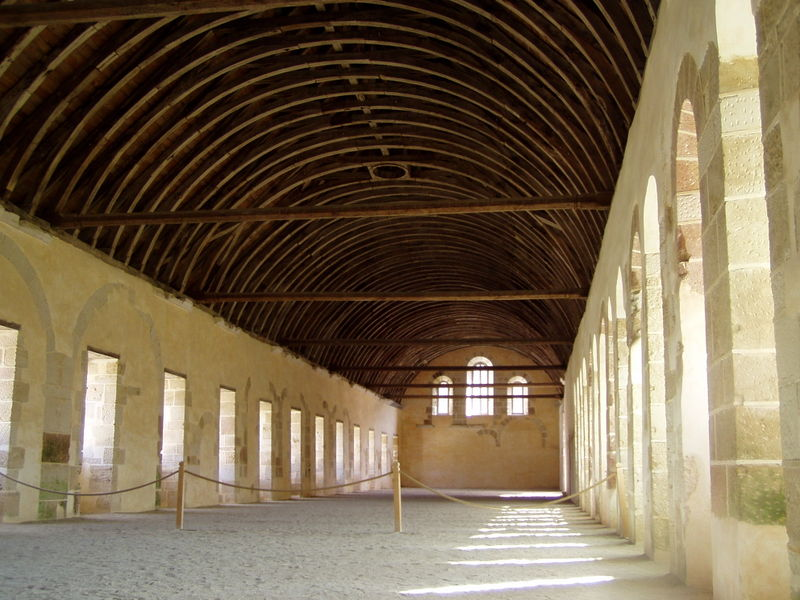
Dormitář
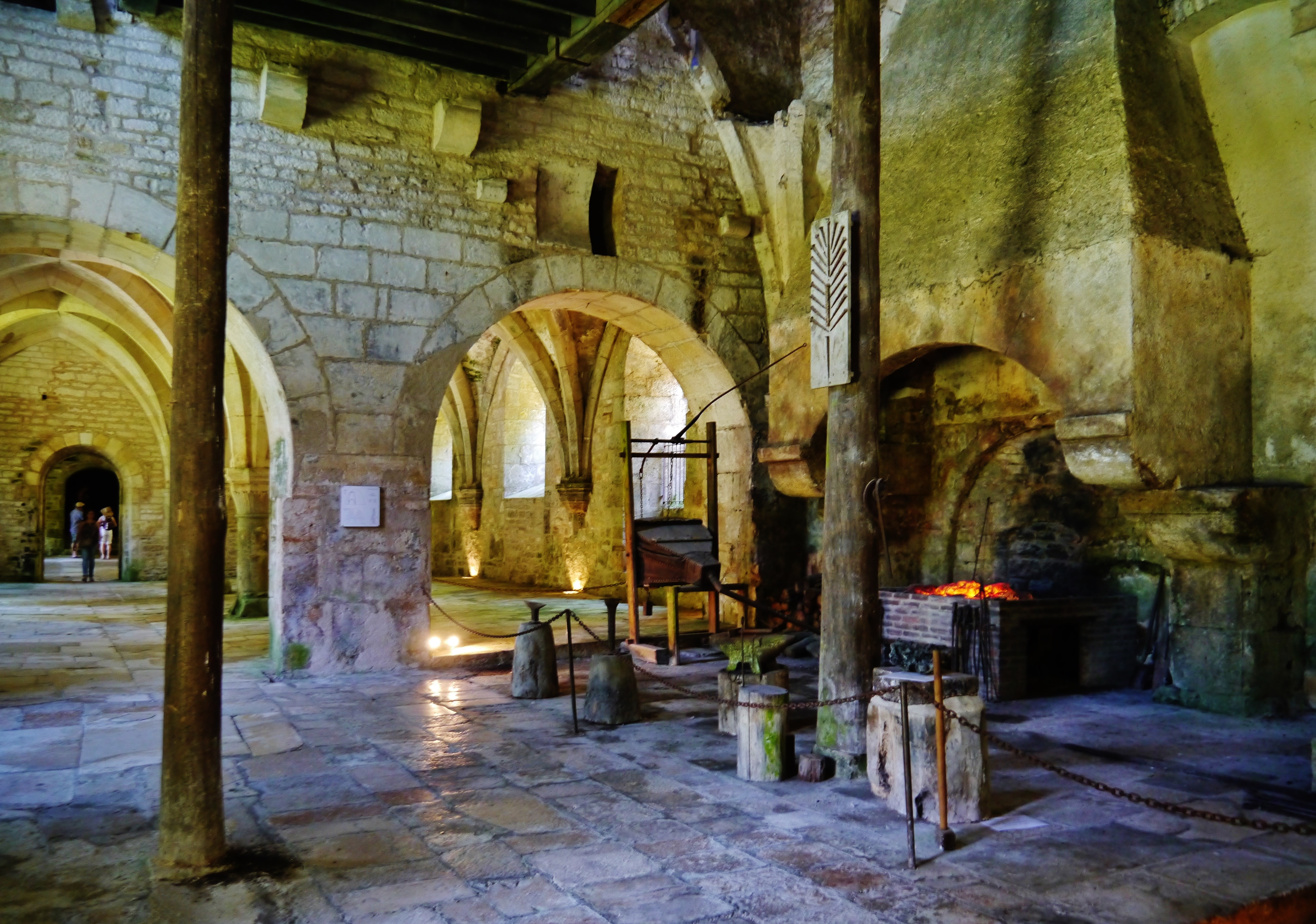
Kovárna